# مورچه‌مرغ پیشانی‌سفید
مورچه‌مرغ پیشانی‌سفید (نام علمی: Pithys albifrons) گونه کوچکی از پرندگان حشره‌خوار در زیرتیرهٔ Thamnophilinae از تیرهٔ Thamnophilidae ("مورچه‌مرغ‌های نمادین" است. در برزیل، کلمبیا، اکوادور، گویان فرانسه، گویان، پرو، سورینام و ونزوئلا یافت می‌شود.